# محمد ياتارا
محمد لمين ياتارا (بالفرنسية: Mohamed Yattara)‏ لاعب كرة قدم غيني في مركز الهجوم ولد في يوم 28 يوليو 1993 في عاصمة غينيا كوناكري وهو يلعب حالياً مع نادي الظفرة في الإمارات وسبق له اللعب مع نادي أرليه أفينيون ونادي تروا ونادي أنجيه وفي 2012 بدأ اللعب مع منتخب غينيا لكرة القدم.

## مسيرته الكروية
لعب محمد ياتارا خلال مسيرته الاحترافية مع 7 أندية في ثلاثة عشر موسمًا وسجل خلالها 49 هدفًا ضمن 228 مباراة. حيث فاز في موسم واحد بالكأس ولم يفز بأي دوري.
خاض محمد ياتارا مسيرته مع أكاديمية واحتياط أولمبيك ليون في موسم 2010–11 ولمدة موسمين، مشاركًا في 26 مباراة سجل خلالها 5 أهداف. ثم انتقل إلى نادي أرليه أفينيون في موسم 2011–12 لمدة موسم واحد، حيث شارك في 19 مباراة سجل خلالها 5 أهداف أيضًا. لينتقل بعدها إلى نادي تروا في موسم 2012–13 لمدة موسم واحد، مشاركًا في 23 مباراة سجل خلالها 3 أهداف. ثم انتقل إلى نادي أنجيه في موسم 2013–14 في المرة الأولى لمدة موسم واحد ثم في موسم 2015–16 لمدة موسم واحد، مشاركًا طوالها في 49 مباراة سجل خلالها 13 هدفًا. هذا وانتقل لاحقًا إلى نادي أولمبيك ليون في موسم 2014–15 لمدة موسم واحد، مشاركًا في 21 مباراة سجل خلالها هدفًا واحدًا. ثم انتقل بعدها إلى نادي أوكسير في موسم 2016–17 ليلعب معه أربعة مواسم، مشاركًا في 78 مباراة سجل خلالها 21 هدفًا.

## روابط خارجية
- محمد ياتارا على موقع رابطة كرة القدم الفرنسية للمحترفين (الإنجليزية)
- محمد ياتارا على موقع قاعدة بيانات كرة القدم.إي يو (الإنجليزية)
- محمد ياتارا على موقع ناشيونال فوتبول تيمز (الإنجليزية)
- محمد ياتارا على موقع Soccerway.com (الإنجليزية)
- محمد ياتارا على موقع AS.com (الإسبانية)